# Dubiaranea insulana
Dubiaranea insulana är en spindelart som beskrevs av Alfred Frank Millidge 1991. Dubiaranea insulana ingår i släktet Dubiaranea och familjen täckvävarspindlar.
Artens utbredningsområde är Juan Fernández-öarna. Inga underarter finns listade i Catalogue of Life.